# 일본국 헌법 제71조
일본국 헌법 제71조(일본어: 日本国憲法第71条)은 일본국 헌법 제5장 "내각"의 조문 중 하나이다. 내각 총사직 후의 내각의 직무에 대해 규정하고 있다.

## 조문
일본국 헌법 제71조
전 2개 조의 경우에 내각은 새 내각총리대신이 임명될 때까지 계속하여 그 직무를 수행한다.

## 해설
내각이 각의(국무회의)에서 총사직을 의결하면 공식적으로 내각총리대신과 국무대신(각료)는 퇴임하게 되나, 행정 공백이 발생하지 않도록 후임 내각총리대신이 임명될 때까지는 계속 그 직무를 수행한다. 이 기간의 내각을 '직무집행내각'이라고 한다.